# Cathleen Großmann
Cathleen Großmann (ur. 3 listopada 1977 w Berlinie jako Cathleen Rund) – niemiecka pływaczka specjalizująca się w stylu grzbietowym, brązowa medalistka olimpijska z Atlanty na dystansie 200 m stylem grzbietowym, dwukrotna mistrzyni Europy.

## Życiorys
Cathleen jest córką Evelyn Rund (wcześniej Stolze), niemieckiej pływaczki, z olimpijki z Monachium i Petra Runda, niemieckiego piłkarza wodnego. Do 1993 r. używała nazwiska Stolze, następnie po małżeństwie jej rodziców, nazywała się Rund. 
W 2009 r. wyszła za mąż, za Olivera Großmanna, trenera pływania.